# Jabloňka (zámek)
Jabloňka či Jablůňka je klasicistní zámeček v pražské čtvrti Troja. Jedná se o dvoupodlažní stavbu s výhledem na trojskou kotlinu a Holešovice.
Umístěním je dáno to, že hlavní průčelí zámečku je patrové, ale zadní pouze přízemní. Přilehlá zahrada sestupuje až do chráněného území Jabloňka, které katastrálně patří již k Libni.

## Historie
Původ zámečku je neznámý, ale v jeho blízkosti byl údajně učiněn nález mincí z 15. století. Patrně zde tedy existovala nějaká starší stavba, zřejmě viniční lis. Patro bylo k současné budově přistavěno asi až v poslední třetině 18. století. V polovině 19. století byla provedena přestavba.
Na konci 1. světové války Jabloňku vlastnil hejtman Šafránek, který jí dal konečnou podobu. V patře bývala kaple, v přízemí se zachovala místnost s trámovým stropem.
Od roku 1964 patří zámeček k památkově chráněným objektům. Objekt je v soukromém vlastnictví, je obývaný a veřejnosti nepřístupný. V roce 2012 byla ukončena rekonstrukce. Majitelem se v roce 2007 stal českoamerický podnikatel Mark Vydra, který o šest let později s manželkou Lenkou Šmídovou obnovil vinařství zřízením vinice na přilehlých kamenných terasách.